# 万寿祺

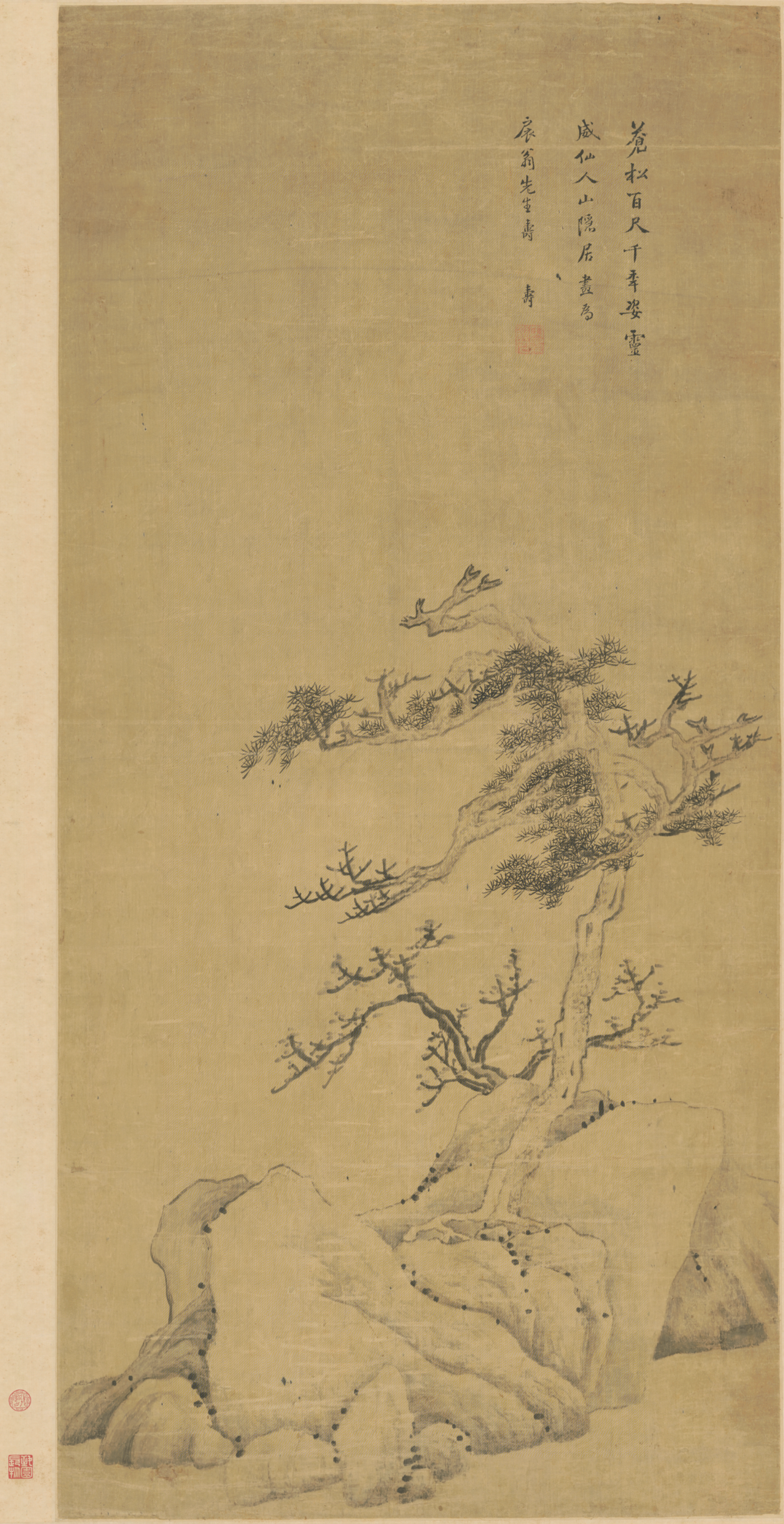
万寿祺绘《松石图》（北京故宫博物院藏）

万寿祺（1603年12月15日—1652年6月8日），字年少，又字介若，世称年少先生，南直隶徐州人，诗人、画家。

## 生平
崇禎三年（1630年）萬壽祺中式應天鄉試舉人。与陈子龙乡试同年，与阎尔梅是同乡。此后五上春宫，均不第。曾参加抗清活动，兵败后隐居江淮一带。

## 著作
工畫，代表作有《秋江别思图》、《松石图》、《山水图》等等。

## 家族
父万崇德，字惺新。万历庚子举人，万历甲辰进士。

## 外部連線
- 央視國際 2004年2月23日： 萬壽祺 《山水》手卷